# 北海道幌加内高等学校
北海道幌加内高等学校（ほっかいどうほろかないこうとうがっこう、Hokkaido Horokanai High School）は、北海道雨竜郡幌加内町に位置する町立農業高等学校。

## 設置学科
- 農業科

## 沿革
- 1954年 - 北海道幌加内農業高等学校として開校
- 1988年 - 北海道幌加内高等学校と改称